# أردوز (أزكور)
أردوز هي إحدى مشيخات المملكة المغربية، تتبع جغرافيا لإقليم الحوز وإداريًا لأزكور. يقدر عدد سكانها بـ 3382 نسمة حسب الإحصاء الرسمي للسكان والسكنى لسنة 2004.